# Трансцендентан број
Трансцендентан број је појам којим се у математици означава број (реалан или комплексан) који није решење ниједне алгебарске једначине са рационалним коефицијентима. Трансцендентни бројеви су подскуп ирационалних бројева (т.ј. сви трансцендентни бројеви су ирационални, али нису сви ирационални бројеви трансцендентни). На пример, е и пи су трансцендентни (и ирационални) док је {\displaystyle {\sqrt {2}}} ирационалан али не и трансцендентан, јер је решење једначине {\displaystyle x^{2}-2=0}. Бројеви који нису трансцендентни се зову алгебарски.

### Историја
Термин „трансцендентан број“ је сковао 1682. године Лајбниц када је установио да синус није алгебарска функција свог аргумента, а у данашњем смислу их је први дефинисао Ојлер.
Доказ да трансцендентни бројеви постоје дао је Жозеф Лијувил 1844. године, а 1851. године је и конструисао такав број:
{\displaystyle \sum _{k=1}^{\infty }10^{-k!}=0.110001000000000000000001000\ldots }
тј., број код кога су децимале јединице ако је њихов редни број факторијел природног броја (1, 2, 6, 24,...), а у свим другим случајевима је нула.
Први број који није специјално конструисан, а за који је доказано да је трансцендентан је е, доказ је 1873. године дао Шарл Ермит. 
Следеће године је Георг Кантор доказао да алгебарских бројева има пребројиво бесконачно много, док је трансцендентних непребројиво бесконачно много. Кантор је 1878. године доказао да трансцендентних бројева има исто колико и реалних, односно да су исте кардиналности.
Фердинанд фон Линдеман је 1882. године доказао да је е на било који алгебарски степен који није нула трансцендентан број, одакле је као специјалан случај доказана трансцендентност броја π (јер је {\displaystyle e^{i\pi ;}=-1}).
Давид Хилберт је 1900. године у склопу својих чувених проблема, као 7. проблем поставио питање:
Ако је {\displaystyle a} алгебарски број који није нула нити један, а {\displaystyle b} ирационалан број, да ли је {\displaystyle a^{b}} (нпр. {\displaystyle 2^{\sqrt {2}}}) увек трансцендентан?
Потврдан одговор је стигао 1934. године у виду Гелфонд-Шнајдерове теореме.

### Примери
- {\displaystyle e^{a}}, где је  алгебарски број различит од нуле
- {\displaystyle \ln {x}}, за x различито од нуле и јединице
- {\displaystyle e^{\pi }=i^{i}} Гелфондова константа
- {\displaystyle \sin {x}}, {\displaystyle \cos {x}}, {\displaystyle \tan {x}}, за алгебарско
- {\displaystyle a^{b}} где је  алгебарски број различит од нуле и јединице, а b ирационалан број, у посебном случају {\displaystyle 2^{\sqrt {2}}} — Гелфонд-Шнајдерова константа
- Шампернаунова константа: 0,1234567891011121314151617181920...

Међутим, осим за Гелфондову константу, ни за једну другу комбинацију (збир, разлика, производ, количник, степен) е и π није познато да је трансцендентна: {\displaystyle e+\pi }, {\displaystyle e-\pi }, {\displaystyle e\pi }, {\displaystyle \pi /e}, {\displaystyle \pi ^{e}}, {\displaystyle e^{e}}, {\displaystyle \pi ^{\pi }}